# Holmskatens naturreservat
Holmskatens naturreservat är ett naturreservat i Östhammars kommun i Uppsala län.
Området är naturskyddat sedan 2016 och är 26 hektar stort. Reservatet består av kalkbarrskog.